# Thomas Kratz
Thomas Kratz (* 1972 in Waiblingen) ist ein deutscher bildender Künstler. 

## Leben
Kratz studierte Medienkunst an der Hochschule für Gestaltung/Zentrum für Kunst und Medien (ZKM) in Karlsruhe, wo er 1999 ein Diplom im Fach Medienkunst/ Philosophie und Ästhetik erlangte. 2001 studierte er Malerei an der Akademie der Bildenden Künste München als Meisterschüler bei Günther Förg und schloss sein Studium der Malerei 2005 am Royal College of Art in London mit dem Master of Fine Art ab. Er lebt und arbeitet (Stand 2025) in Berlin.

## Werk
Kratz ist vor allem für seine Malerei in Hauttönen und seine multimedialen Performances bekannt. In seinem Werk untersucht er Themen wie Scham, Verletzbarkeit und den Status des Subjekts. Kratz' künstlerisches Schaffen umfasst Druckgrafik, Zeichnung, Malerei, Hinterglasmalerei, Skulptur, Textilkunst, Installation, Fotografie, Video und Performance.
Seine minimalistischen Gesten lassen die Tradition der Figuration sowie die Konvention der abstrakten Malerei hinter sich. Sein Werk operiert außerhalb des modernistischen Denkens und beschäftigen sich stattdessen mit einem eher spekulativen, nicht-hierarchischen und hybriden Ansatz. Kratz betrachtet sein Schaffen als Teil eines dynamischen Netzwerks aus materiellen und immateriellen Akteuren. 

## Ausstellungen (Auswahl)

### Einzelausstellungen
- 2007: Thomas Kratz. Kunstraum München[1]

- 2012: Love. Kunstverein Bielefeld[1]
- 2020: Lick Gin, Keteleer Gallery, Antwerpen[3]
- 2021: Ludoteca #01 (mit Marco Paltrineri), Giorgio Galotti Mailand[4]

### Gruppenausstellungen
- 2005: 13. Festival International d'Art Video de Casablanca. Goethe Institut de Rabat (Marokko)[5]
- 2006: I.D.E.A. (Kuratoren: Simone Nastac und Jens Hoffmann). ICA Institut for Contemporary Art, London
- 2008: Experimenta Folklore. Frankfurter Kunstverein, Frankfurt am Main[6]
- 2008: Nought to Sixty. (Kurator: Richard Birkett) ICA Institut for Contemporary Art, London[7]
- 2010: Throwing Three Balls in the Air to Get a Straight Line. Malmö Konsthall, Malmö[1]
- 2011: Bild und Träger. Und ein Pfeiler im Park Sanssouci. Brandenburgischer Kunstverein Potsdam Potsdam[8]
- 2013: Painting Forever! Keilrahmen. KW - Institut for Contemporary Art, Berlin[9]
- 2013: The only performance that make it all the way. KM-Künstlerhaus, Halle für Kunst Steiermark, Graz[10]
- 2014: The Party. Trafo - Center for Contemporary Art, Stettin[11]
- 2014: Bielefeld Contemporary_Zeitgenössische Kunst aus Bielefeld. Kunstverein Bielefeld[12]
- 2016: Shift your base 2. (Kuratorin: Verena Seibt). Simultanhalle, Raum für zeitgenössische Kunst, Köln[13]
- 2018: History of Line. Milchhof Pavillon, Berlin[14]
- 2019: Post Heroic City Walk. Projektraum PA26, Berlin[15]
- 2020: NAK Digitale Benefiz Auktion 2020. Neuer Aachener Kunstverein[16]